# Neoceratozaury
Neoceratozaury (Neoceratosauria) to grupa teropodów utworzona przez Novasa w 1991, Obecnie definiuje się tę grupę jako obejmującą ostatniego wspólnego przodka gatunków Ceratosaurus nasicornis i Abelisaurus comahuensis (zmodyfikowana definicja Holtza z 1994). Inni definicje neoceratozaurów to teropody, którym bliżej do gatunku Ceratosaurus nasicornis niż Coelophysis bauri (Padian i inni, 1999) oraz teropody którym bliżej do gatunku Carnotaurus sastrei niż Elaphrosaurus bambergi. Zgodnie z definicją Padiana i innych z 1999 neoceratozaury są pod definicji równe abelizaurom (Abelisauridae) według definicji Rowe i innych z 1997. Znaleziona w Sinpetru Bedfordshire (Rumunia) kość udowa opisana przez Csiki i Grigorescu (1988) prawdopodobnie jest naprawdę dalszą kością śródstopia hadrozaura. Zęby przypisane do nowego, nienazwanego neoceratozaura nie zaliczonego do żadnej niższej rangą grupy, znaleziono w pochodzących z batonu (środkowa jura) skałach formacji Isalo na Madagaskarze.

## Klasyfikacja
- Takson Neoceratosauria
  - Rodzina Ceratosauridae
    - Ceratosaurus
    - Genyodectes
    - Fosterovenator

  - Nadrodzina Abelisauroidea
    - Genusaurus
    - Ozraptor
    - Spinostropheus
    - Tarascosaurus
    - Rodzina Abelisauridae
    - Rodzina Noasauridae